# Ficus pancheriana
Ficus pancheriana är en mullbärsväxtart som beskrevs av Bur.. Ficus pancheriana ingår i släktet fikonsläktet, och familjen mullbärsväxter. Inga underarter finns listade i Catalogue of Life.